# Галле, Корнелис (старший)
Корнелис Галле Старший (нидерл. Cornelis Galle; 1576, Антверпен — 29 марта 1650, Антверпен) — фламандский рисовальщик и гравёр эпохи барокко. Член большой семьи художников-гравёров. Мастер репродукционной гравюры.

## Жизнь и творчество
Корнелис Галле был сыном известного гравёра Филиппа Галле. Его старший брат Теодор Галле и сын Корнелис Галле Младший также были художниками.
В 1610 году, через несколько лет после возвращения из Италии, Корнелис стал мастером антверпенской Гильдии Святого Луки. После пребывания в Риме (совместно с братом Теодором) Корнелис Галле доставил домой, в Нидерланды, гравюры, созданные по произведениям итальянских мастеров — Аннибале Карраччи, Рафаэля, Тициана, Гвидо Рени, Якопо Бассано и других.
Но, вероятно, ещё ранее началось сотрудничество Галле с П. П. Рубенсом. Вернувшись в Антверпен, Рубенс решил реализовать давние планы по воспроизведению своих картин в гравюрах. Первым гравёром, к которому он обратился, был Корнелис Галле. Он награвировал картину Рубенса «Юдифь», которую по мнению знатоков можно назвать его шедевром. Однако даже после доработок Рубенс остался недоволен результатом и продолжал искать гравёра, который мог бы передать в чёрно-белой тональности его живописную и динамичную манеру. В дальнейшем он отдавал репродуцирование своих картин гравёрам круга Хендрика Гольциуса. Тем не менее Рубенс продолжал сотрудничать с Корнелисом Галле до самой его смерти.
В сотрудничестве Рубенса и Галле ключевой фигурой является Балтазар Моретус Первый. В 1610 году он взял на себя управление печатной мастерской издательства Христофора Плантена «Officina Plantiniana» и превратил её в типографию и издательство с международной известностью. Тесное сотрудничество и талант художников сделали Рубенса постоянным рисовальщиком книжных иллюстраций в Доме Плантенов в период с 1612 по 1637 год.
Сестра Балтазара Моретуса была замужем за Теодором Галле, братом Корнелиса. В 1615 году Корнелис сменил своего брата в роли исполнителя проектов Рубенса. Над иллюстрациями по рисункам Рубенса работали как минимум восемь других граверов, в том числе Лукас Ворстерман; остальные в основном принадлежали к той же школе, что и Галле. Корнелис также публиковал свои собственные работы и иногда сотрудничал с другими художниками или издателями.

## Гравюры К. Галле оп оригиналам П. П. Рубенса

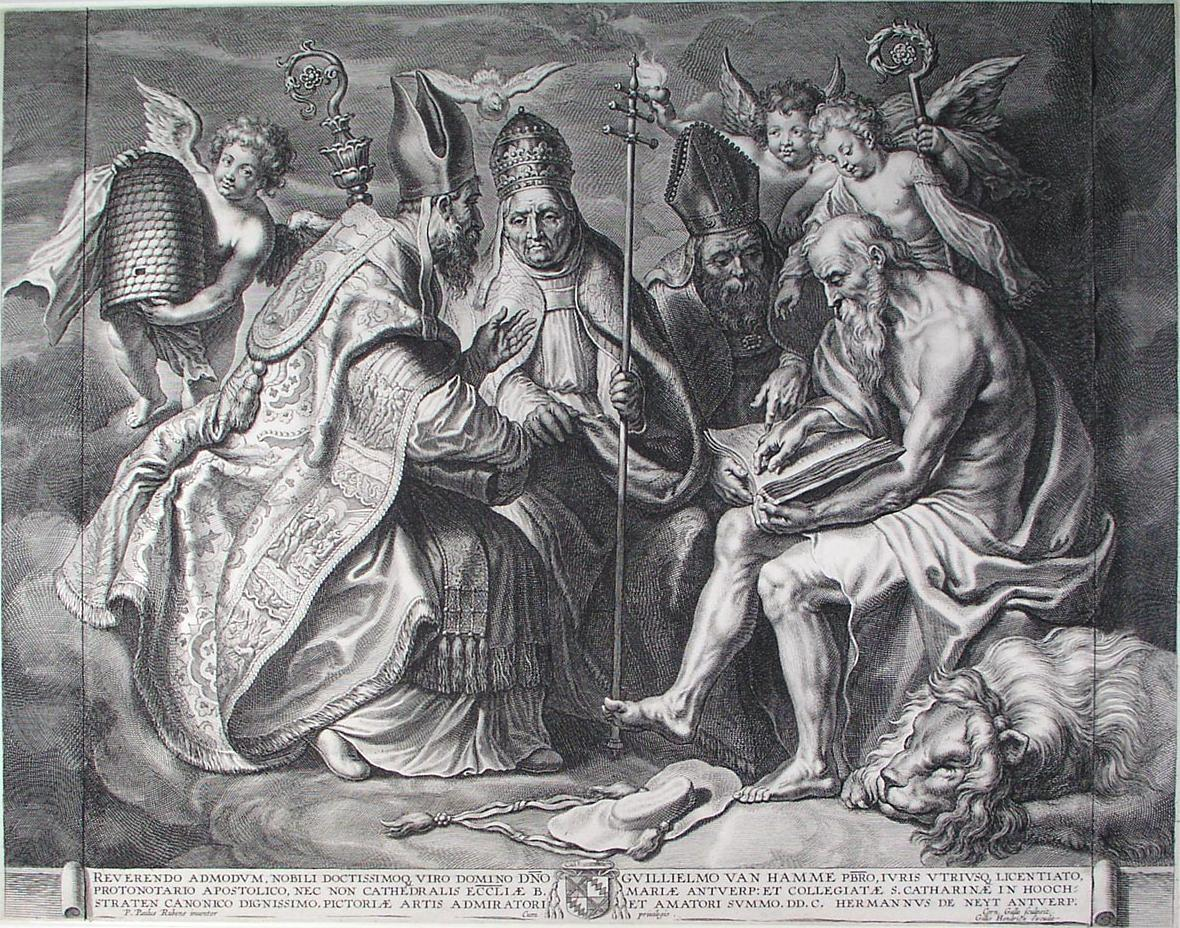
Четыре отца церкви. Между 1591 и 1650
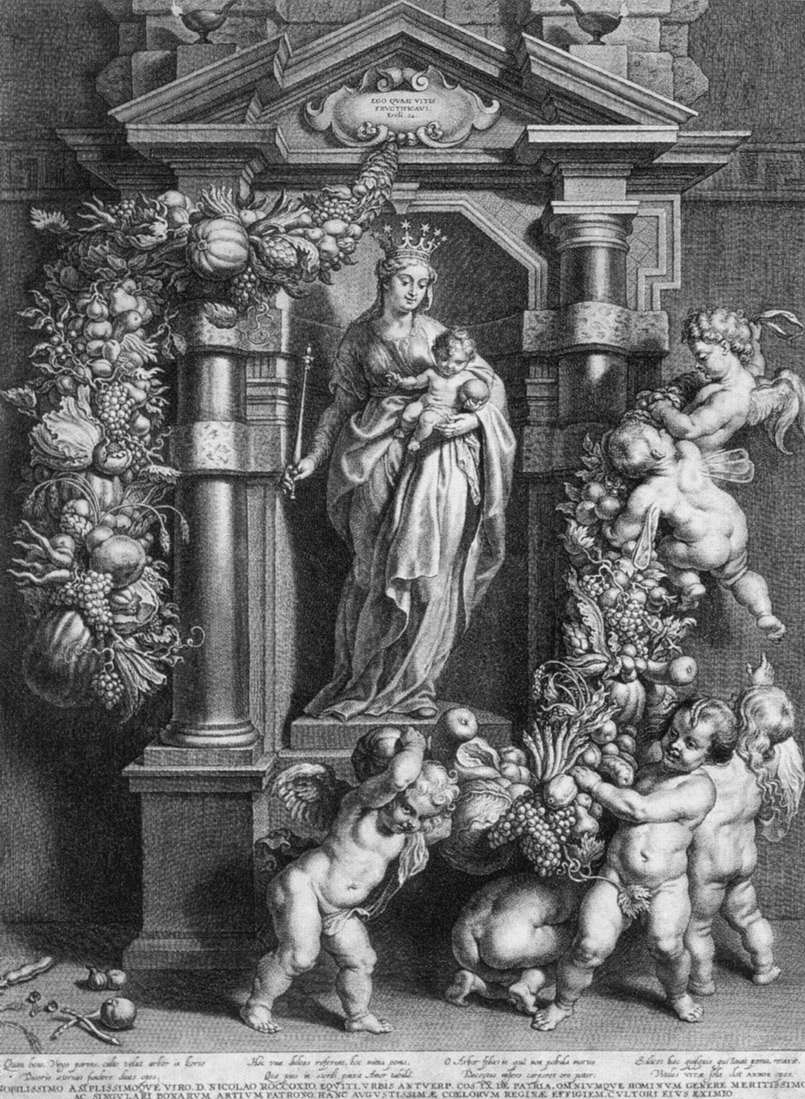
Мария-Царица Небесная
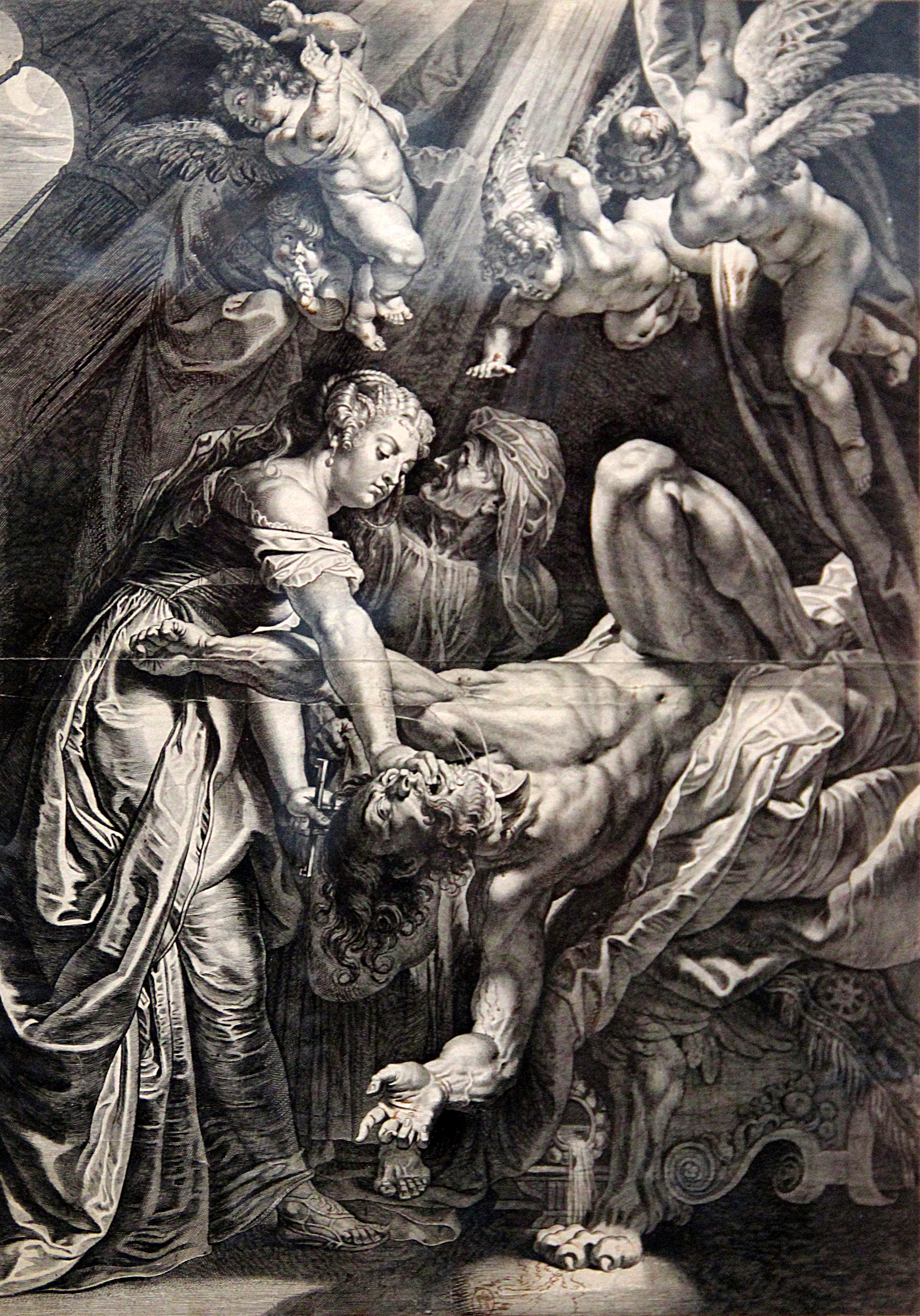
Юдифь обезглавливает Олоферна. Между 1610 и 1620
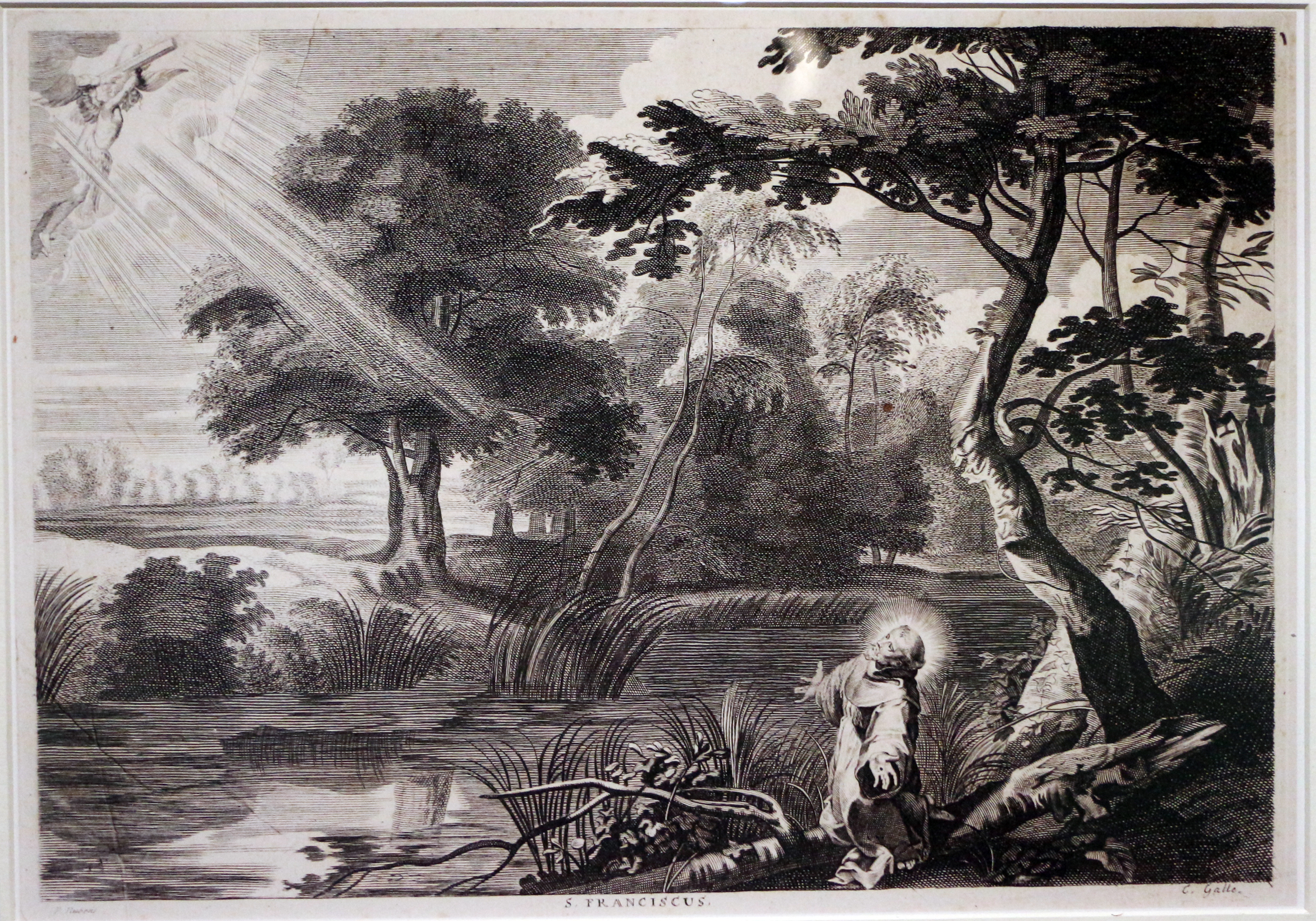
Стигматизация Святого Франциска. Между 1650 и 1700
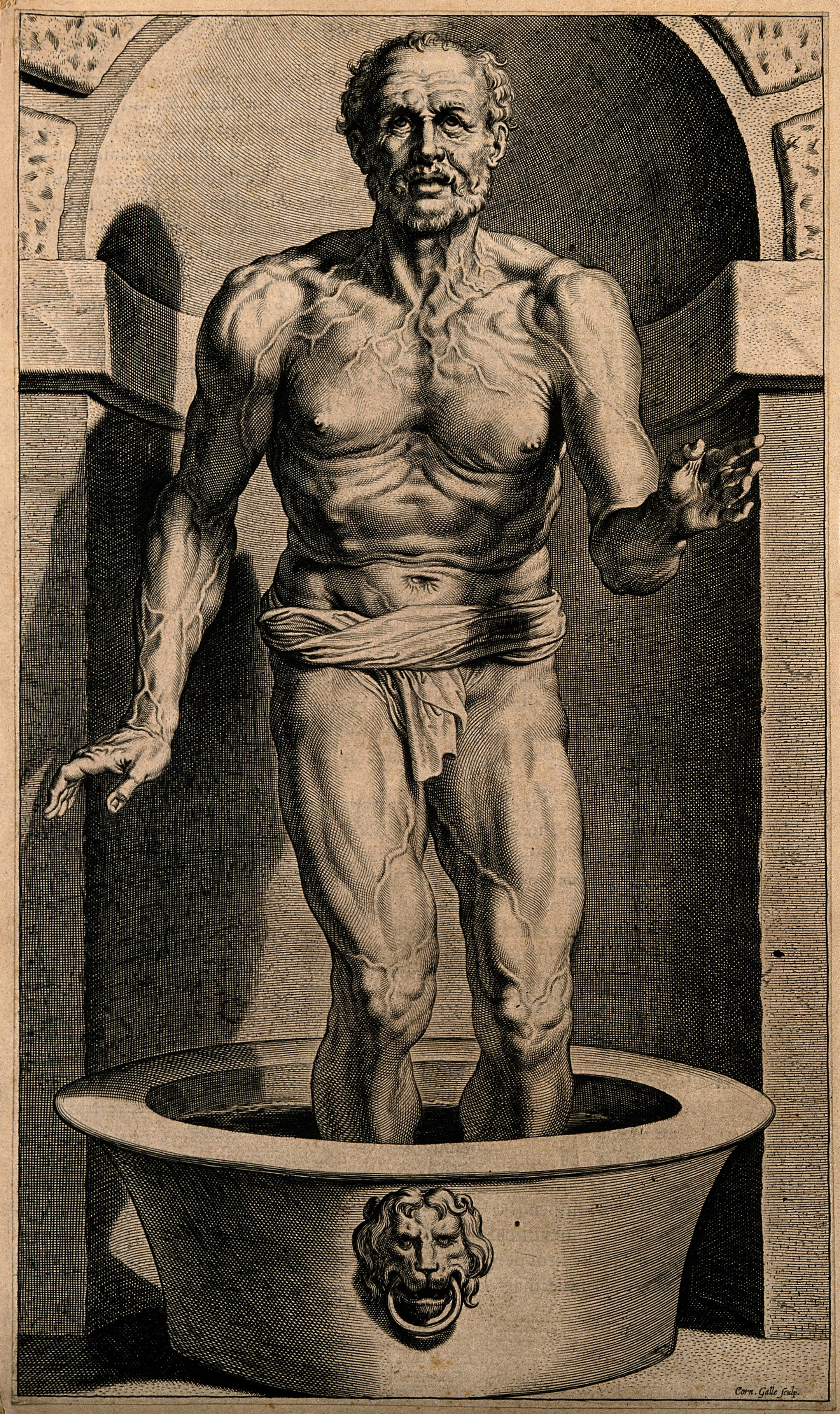
Сенека совершает самоубийство в ванне.
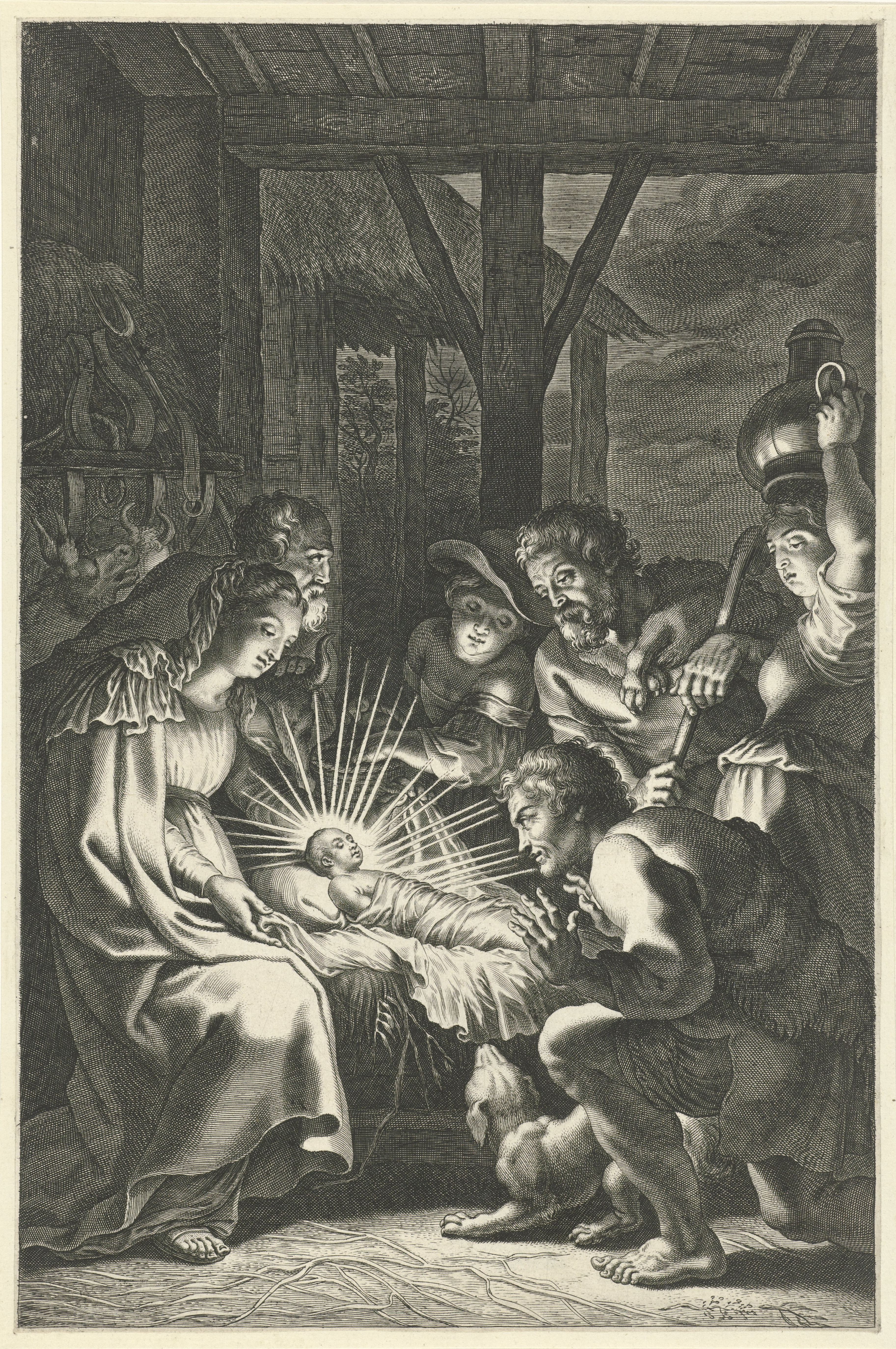
Поклонение пастухов